# Stazione di Zizers
La stazione di Zizers, che serve Zizers in Svizzera, è una fermata ferroviaria posta sulla linea Landquart-Thusis gestita dalla Ferrovia Retica.

## Storia
La fermata entrò in funzione nel 1896 al completamento della linea Landquart-Thusis.